# Lycodonus flagellicauda
Lycodonus flagellicauda är en fiskart som först beskrevs av Jensen 1902.  Lycodonus flagellicauda ingår i släktet Lycodonus och familjen tånglakefiskar. Inga underarter finns listade i Catalogue of Life.